# Маунтинер (Њу Мексико)
Маунтинер (енгл. Mountainair) град је у америчкој савезној држави Њу Мексико.

## Демографија
По попису из 2010. године број становника је 928, што је 188 (-16,8%) становника мање него 2000. године.
| Група             | 2000.       | 2010.       |
| Белци             | 466 (41,8%) | 386 (41,6%) |
| Афроамериканци    | 20 (1,8%)   | 13 (1,4%)   |
| Азијати           | 3 (0,3%)    | 4 (0,4%)    |
| Хиспаноамериканци | 593 (53,1%) | 507 (54,6%) |
| Укупно            | 1.116       | 928         |